# エクシズ・フォルス
『エクシズ・フォルス』は、スティングが企画・開発し、アトラスより2009年11月12日に発売されたPlayStation Portable用ゲーム。ジャンルはファンタジーRPG。

## 概要
光と闇の二つに分かたれた世界で展開していくファンタジーRPG。二人の主人公のどちらを選ぶかによって、物語や舞台、登場人物が変化する。
開発元のスティングが手掛けるDept. Heaven Episodesシリーズと同様に戸部淑がスタッフとして参加しているが、同シリーズとの関連性は一切ない独立した作品となっている。
ファミ通コミッククリアで2010年3月26日から2011年5月31日にかけて漫画化された。

## 世界観
光と闇、二つに分かれたベルジュと呼ばれる世界が舞台。光輝のベルジュでは朝しかなく、常闇のベルジュでは夜しかない。二つの世界は漆黒の断崖と空間で隔てられており、両者はその先に違う世界があることを知らない。
世界は人間を含めて聖器ヴェゼルから生まれたフォルスと呼ばれるもので構成されており、破壊されたフォルスは聖器に還り、転生する。漆黒の断崖は破壊のフォルスで満たされており、普通の生物が踏み込むと怪物と化してしまうため、両世界の行き来はエクシズにしかできない。

## ゲームシステム
セシリアを主人公としたセシリア編とレーヴァントを主人公としたレーヴァント編の2編があり、最初にどちらかを選ぶ。どちらを選んだかで、ストーリーや登場キャラクターが異なる。
基本的に仲間キャラクターは4人だが、ストーリーの進行によって増減する。終盤にセシリア編、レーヴァント編のキャラクターが合流し、最終的に総勢9人となる。
セシリア編とレーヴァント編は並列したストーリーになっており、両編をプレイすることで繋がりが判明しストーリーを深く探ることができる。
ストーリーはフェイズ構成になっており、進め方によってフェイズ終了時にヴェゼルが創世か破壊かに傾く。最終的にどちらに傾いているかでエンディングが変化する。目的が世界を救うことであるので、破壊に傾けるには進め方を工夫する必要がある。また均衡エンドは隠し要素となっているため、特殊な条件を満たさなければならない他ラストボスが非常に強くなっている。

### 戦闘
- 基本

戦闘では神器と霊器から引き出したスキルで戦うことになる。キャラクターと武器の種類によって相性があり、キャラクターによっては使えないスキルもある。相性がGreatでも全てのスキルを使えるとは限らない。
神器（ラグナファクト）は神が作り出した武器であり、エクシズにしか扱えない。使用時にはRP（ラグナポイント）を消費し、RPがある限りいくらでも使える。神器はFP（フォルスポイント）により、強化が可能。
霊器は人間が神器を基に作り出したもの。使用時には耐久値を消費し、耐久値が0になった霊器は使用不可になる。
スキルの使用、または敵から攻撃を受けるとフォルスバースト(FB)が増加する。これを消費することでより強力な攻撃バーストアタックが使用可能。バーストアタックは使用者の武器相性がGreatの神器を装備していなければ使用できない。
- 神性とエクシズチャージ

全ての神器、霊器には紅蓮、白光、蒼焔の3つの神性が備わっており、互いに三すくみの関係にある。
優位神性への攻撃は効果が上がるが、逆だと下がる。また、神性の影響を受けない無神性もある。
敵の行動を含む、同じ神性、または優位の神性で行動を行うとエクシズチャージが発生し、ダメージや効果が増幅する。この効果は一定値(％)まで上がる。ストーリーが進むと限界値が上昇する。ただし、敵の行動もエクシズチャージの影響を受けるため、敵からのダメージも上がるというデメリットもある。
- オーバーキル

敵のHPの2倍の累計ダメージを与えて倒すと獲得FP、取得アイテムが増加する。属性やエクシズチャージを駆使してこれを狙うことで有利にゲームを進行できる。

### クリア特典
- タイトル画面にExtraが追加。これはプレイの総合記録のような物で、ゲーム中で特定のアイテムを手に入れないと開放されないコンテンツも存在する。
- セシリア編、レーヴァント編のどちらかをクリアすると一部の要素を引き継いで逆のストーリーを進めることが可能。また、二周目以降でしかできないイベントなども存在する。
- 両編をクリアするとより多くの要素を引き継ぐことが可能になる。三周目以降はセシリア、レーヴァントの選択は任意。また、敵のパラメータが上昇するハードモードでプレイすることも可能。

## キャラクター

### セシリア編
セシリア編は唐突に聖杖を継承したことから各地のモノリスを巡り、モノリスを守ることが主な目的。
セシリア・アーマクライト
声：小清水亜美
光輝のベルジュにある大神殿に勤める17歳の巫女（侍祭）。生まれてすぐに父を、幼い頃に母を亡くしているが、それを感じさせない明るい性格をしている。高位の神官を輩出してきた家系だが、本人はいま一つ自覚がない。食事と睡眠がしあわせの時間。しかし胸の内には母を失った強い悲しみを秘めており、母仇であるアズールの戦いでは「仇討ち」を果たすことを口にしている。
大神殿をある異変が襲った際に聖杖リアファルトを手にし、エクシズとして覚醒する。
それをきっかけにラフィルトと旅に出ることになるが当人にはこれといった動機はなく、周囲から言われたから嫌々従ったに過ぎない。妹のようにかわいがっていたルフィーナが連れ去られた時すらも自発的に助けに行くのを嫌がっていた。
これらの理由からエクシズとして完全には覚醒しておらず、後にそこをアズールにつけ込まれ力を封印されてしまう。しかし、何の取り柄もなくなった自分を当たり前のように仲間として守ってくれるラフィルトたちを見て「仲間」というものを意識するようになる。そしてアズールの手によって一行が危機に陥った際は完全に覚醒し呪縛を打ち破りアズールを撤退させた。以後は我侭な振る舞いはなくなり、母の仇であるアズールを倒した後、立派な神官になるべく旅立った。その後、エンディングにてラフィルトから告白される。バッドエンドでは壊れた世界を直すために仲間たちと離れ二度と会えなくなってしまい、ラフィルトから告白されることもなく離れ離れとなってしまう。隠しエンディングではエクシズを消滅させようとするノルヴィアの呪縛を解き、仲間たちと共に反旗を翻すところで終わる。
愛称は「セシリー」。
白光の三柱神・豊穣のパルフィナのフォルスと聖杖リアファルトを継承している。
ラフィルト・ジェミナイ
声：大河内雅子
ネーベル聖壇を取り囲む静かな湖水・ソレイユ湖のほとりで、師匠と妹の三人で暮らす15歳の剣士。
真面目で素直な性格で、使命感の強さはエクシズ随一。「聖杖の巫女」を探しており、パルフィナ大神殿でセシリアと出会う。次第に彼女に惹かれて行き、エンディング次第では彼女に告白する。
巨大な剣、神刃グランテインを悠々と扱うことができる。早い段階で全体攻撃を取得する。
紅蓮の神属・旋風のデュアリスのフォルスと神刃グランテインを継承している。
ルフィーナ・ジェミナイ
声：後藤邑子
ラフィルト・ジェミナイの双子の妹。15歳。
両親から引き離されて育ったため二人の絆は非常に強い。明るい性格で、誰とでもすぐに仲良くなれる愛嬌がある。得意料理は岩トカゲのシチューだが、ガードナーと兄からはゲテモノ料理と見られている。唯一、セシリアだけが彼女の料理を美味しいと評した。
神珠アルゲンテリアを使って危機を予見することもできる。
序盤で仲間になるがすぐに拉致されてしまい、中盤にて敵として対峙することとなる。このためイグニスが加わるまでは二人旅となる。
愛称は「ルフィ」。
白光の神属・求道のアリエテのフォルスと神珠アルゲンテリアを継承している。
イグニス
声：清水一貴
深淵の龍洞に棲む龍燐族（りゅうりんぞく）の青年。紅蓮の神属・業炎のスコルグのフォルスを継承している。
外見こそ若く見えるが年齢不詳で、本人曰く1600年以上は生きているらしい。同族の中では若輩だと本人は語っているが、自分のことを「某（それがし）」と呼ぶなど態度も口調も年寄りじみた落ち着きをかもし出しており、その年齢に見合う豊富な知識と落ち着いた思考を有している。
尽きぬ興味から他人の話を聞いて回るのが第一の趣味で、初登場した時はフィリアと10年もの間談笑を続けてたというほど。
人化の法によって外見を人間に寄せている。「龍」の力を解放することで、二足歩行する巨大な真紅のドラゴンへと姿を買え、絶大な戦闘能力を発揮する。わずか一撃で「龍」となったヴィルラスを完全消滅させたほど。しかし、これを解放すると肉体に凄まじい負担がかかるため、普段は使用しない。それを知らないセシリアやグリーク「最初から使ってくれればよかったのに」と言われ、イグニスは冗談で「寿命が千年ほど縮む」と返した（かなりのリスクを伴うらしく、ヴィルラスも龍の姿になる危険性について触れている）。
ヴィルラスとは族長の地位を争った間柄だが、イグニスはさして族長の地位に固執していない。そのため、ヴィルラスが族長で構わないと考えていたが、彼が平和を望まず、目先の勝利とそれによって得られる栄誉しか見ていないため、族長と認めることができなかった。できればヴィルラスを改心させたいと考えている。しかし最終決戦では完全に破壊のフォルスに飲み込まれ、力におぼれ行く彼を見て自らの手で止めることを誓い、上述のように完全消滅させ一騎討ちの末決着をつけた。
とある理由で旅をしており、仲間になるエクシズの中で唯一、自らの神器を手にしていない。手に入るのが終盤でヴィルラスと決着をつけた後のため、彼のバーストアタックを拝めるのは最終決戦となる。それまでは中盤付近で手に入る神器か他の武器を使うしかない。

### レーヴァント編
レーヴァント編では婚約者の暗殺により、変心してしまった皇帝の真意を探るのが主な目的となる。
レーヴァント・フォン・シュヴァイツァー
声：日野聡
常闇のベルジュにある軍事国家・帝政ローゼンバウムにおいて皇帝直属の騎士団に所属する19歳のエリート騎士。
愛称は「レオン」で、紅蓮の三柱神・輝剣のアージェントのフォルスと聖剣クラウヴァンドを継承している。
誇りを第一とする、愚直なまでに真面目な青年。皇帝や皇女とは共に育った幼馴染でもある。10歳の時に高所から落ちた時のトラウマで高所恐怖症という弱点もある。
亜人討伐のために赴いた精霊の森で聖剣クラウヴァンドを手にしたことから、彼の悲劇的な運命が幕を開ける。
実は幼少の頃に大怪我をした際にファウストに治療と称して破壊のフォルスを移植されており、彼の中には複数の人格を持ったフォルスが存在する。これによりファウストに操られる人形と化し、怪物へと変異。パーンも寄せ付けない圧倒的な力を見せつけた。ファウストと決着の際は再び洗脳されそうになるが、レーヴァント自身がフォルスに宿った思念を受け入れたことで制御に成功し、ファウストの呪縛を無力化した。
イレーネ・フォン・ローゼンバウム
声：田中理恵
帝政ローゼンバウムの皇女。白光の神属・癒光のヴェルゼのフォルスと神麗シャインクレールを継承している。
皇帝アクセルの異母妹で、レーヴァントとは幼馴染同士。平民との私生児のため、F（ファルケン）の名を持たず、帝位継承権は無い。
18歳だが、その振る舞いは大胆で、時折皇女らしからぬ行動を取る。武芸に秀でており、並みの兵士では敵わない腕前を披露する。
レーヴァントに恋い焦がれており、彼が処刑されると決まった際はグリークに協力を申し出救出に向かった。エンディングでは行方不明になった兄に代わって王女となり、レーヴァントと結婚した。
グリーク
声：三浦博和
勇敢で屈強なことを第一とする獣勇族（じゅうゆうぞく）の傭兵。反帝国組織アージェントに雇われている。
巨大な戦斧でも軽々と扱える豪腕が自慢で、武骨な戦い方を得意とする。34歳。
紅蓮の神属・紅髭のグレプスのフォルスと神爪ルーンスレイヴを継承している。
シエル
声：茅原実里
精霊の森にある神秘の石碑・モノリスを守護している精霊族の少女。年齢は18歳。白光の神属・深慈のエルジュのフォルスと神弓ルフトシュテルンを継承している。
神弓ルフトシュテルンを自在に扱い正確無比な弓の腕前を持つが、血を見るのは嫌いで、極端な人見知りのためあまり言葉を発しない。人間のことを嫌っていたが、唯一レーヴァントとイレーネだけにはそういう考えを持たず接する。
セシリア編でも、精霊の森に向かう短い期間だが仲間になる。

### 破壊のフォルスを宿す者
アズール
エクシズたちの前に現れる謎の少年。
父親とも言うべき破壊神デルギアによって長い間封印されていたが、復活してからは父と人間、果ては世界に対して復讐を始める。
セシリアの母親は幼いセシリアを守るためにアズールに追い詰められ、獣に食い殺されるという末路を迎えている。そのためアズールはセシリアに「母の仇」として怨まれている。
創世エンディングではガリーザとともに神々を掌握し、その力を乗っ取ってラストボスとなり、最終的に討たれて死亡する。
ただし他のルートのエンディングでは死亡せず生存している。
ガリーザ
異界からやってきた存在。影のような姿をしており、実体を持たないため生物の肉体を乗っ取って行動する。
口調が宿主であるアズールと酷似している。神判の時までアズールとの契約で彼の肉体に憑依し、神判が始まり、ヴェゼルが創生に傾いた時に行動を起こした。創生神ノルヴィアの肉体を乗っ取り、破壊神デルギアのフォルスを吸収し、原初の神の姿を模した「征魔神ガリーザ」となった。
本作の黒幕で、ハッピーエンドにおけるラストボス。
ファウスト・シュナイゼル
声：鷺谷勝平
帝政ローゼンバウム理術士の最高位、蒼賢理術士にして国の宰相。数年前、ある事故でレーヴァントが重体に陥った際に彼を救っており、恩人として慕われている。
しかしその正体は数百年前から生き続ける、神奏オルフェルトを継承したエクシズの1人であり、アズールらと共に破壊神デルギアを復活させようと暗躍する。破壊の未来を選ぶことにより聖器ヴェゼルに全てを委ねられたベルジュの理を排するのが目的で、そのためなら手段を選ばない狡猾かつ冷酷な人物。
隠しエンディングではアズールを出し抜いて現れ、術を用いて自らを聖器ヴェゼルそのものである「フォルス・ネクリウス」となった。しかしノルヴィアの力によって実態を取り戻され、最期はセシリアたちに敗北し消滅した。
ペルペット
声：高田奈央美
レーヴァントが精霊の森で出会った、精霊族の女性。ボンデージ風の奇異な服装を身にまとい、常に仮面をつけている。その素顔・出生は誰も知らない。
正体はシエルの姉でありアクセルの妻であるナチュール。ラストダンジョンの前哨戦にて破壊のフォルスが消滅し本来の自分を取り戻した。
ヴィルラス
声：大友直人
大勢の魔物を引きつれパルフィナ大神殿を襲撃した龍燐族の男。大神殿の地下に眠る神秘の石碑・モノリスを求めている。
その正体はイグニスのライバルである族長候補。同族殺しの掟を犯したため忌み嫌われていたが、ファウストらの仲間になり強大な力を手にした。ファウストを出し抜いて自分が最強の力を手に入れるつもりでいたが、終盤では完全に破壊のフォルスに人格を乗っ取られてしまう。破壊の権化と化し巨大な龍となったイグニスたちと一戦を繰り広げるが、どれだけダメージを受けても瞬時に再生するため倒すことはできなかった。イグニス自身も龍と化し、最期は彼の放った炎で跡形もなく焼き尽くされて消滅する。
ヴィルラス自身はイグニスを「自分と同じ」と見ていたが、目先の勝利と栄誉しか目にないヴィルラスとは違うと突き返されている。

### その他
ラル
声：吉田小百合
セシリアがパルフィナ大神殿にやって来た頃に出会った小動物。口は悪いが、セシリアの親友的な存在。
ウル
声：後藤邑子
レーヴァントが幼い頃に拾った人間の言葉を話す不思議な生き物。夢見る女の子のような性格で、レーヴァントとイレーネが大好き。
バーン・レヴィング
声：矢口雄
レーヴァントの親友。平民出身ながら、貴族であるレーヴァントと共に蒼駿騎士にまで上り詰めた。その実力はレーヴァントも凌駕するほど。後にレーヴァントとイレーネのコンビネーションに敗北し命を落とすが、破壊のフォルスを宿して復活。怪物と化して一行に襲い掛かるも最後の最後に正気を取り戻し倒された。
アクセル＝ファルケン・フォン・ローゼンバウム
声：阪田智靖
帝政ローゼンバウムの若き皇帝。エクシズとして覚醒する前から最強の騎士として名をはせていた。イレーネの異母兄であり、レーヴァントとは幼馴染み。すぐれた人格と武才を兼ね備えた名君で、長年敵対関係にあった亜人との融和を図る。
後に兜で素顔を隠すようになり、以後は冷酷かつ冷徹な暴君へと変貌し異種族の抹消を唱えるようになる。シエルを助けたレーヴァントを重罪人として扱い処刑を目論んだためイレーネらと敵対することとなる。
当初は妻ナチュールを暗殺されたことで豹変したかに思われたが、実は密かにアズールによって「兜」を与えられその影響で支配されてしまっていた。ラストダンジョンの前哨戦では最初に戦う相手であり、倒された後はセシリアとレーヴァントの力が起こした奇跡によって一命をとりとめ本来の自分を取り戻し、最後の仲間としてパーティに加入する。
ナチュール
皇帝アクセルの婚約者でシエルの姉。精霊族。婚約の正式調印の際、何者かによって殺害されてしまう。
フィリア
魔女風の衣装に身を包み、エクシズを導く謎の少女。ウルとラルの母親的存在でもある。一般人とはどこか感覚がずれており、その言動は一般人には理解しかねる。エクシズたちを神属の名前で呼ぶ。

## 主なスタッフ
- キャラクターイラスト：戸部淑
- アニメーション制作：ゆめ太カンパニー、ハルフィルムメーカー